# 847 هـ
847 هـ هي سنة في التقويم الهجري امتدت مقابلةً في التقويم الميلادي بين سنتي 1443 و1444.

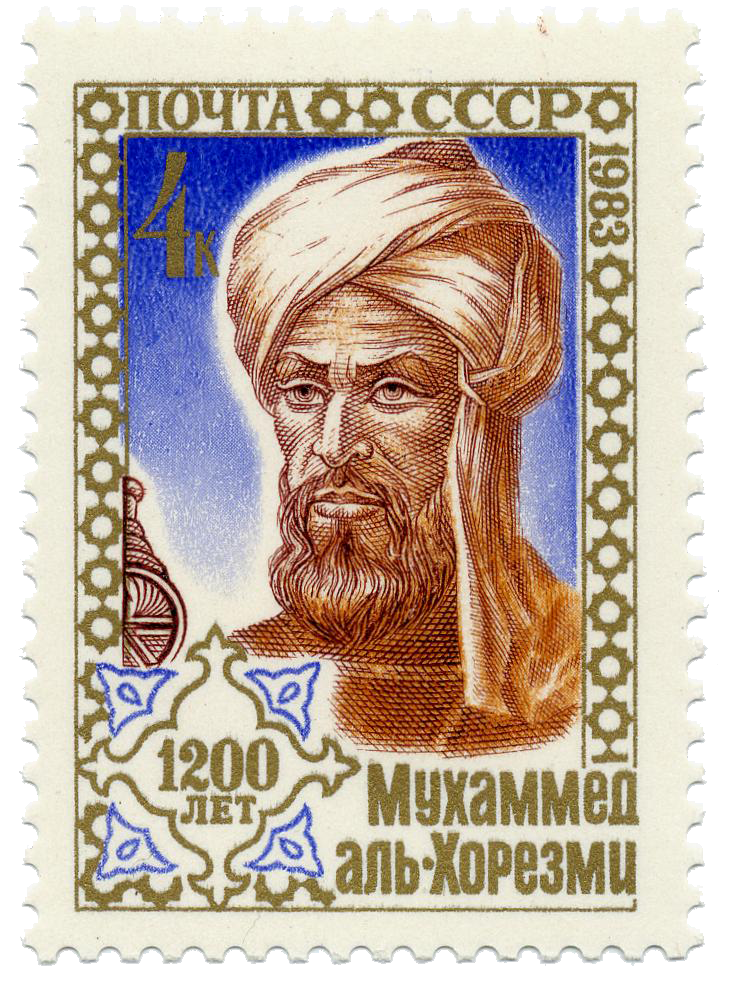
محمد بن موسى الخوارزمي

## وفيات
- محمد بن موسى الخوارزمي